# Batalla de Lützen (1813)
La batalla de Lützen (2 de maig, de 1813), es va lliurar a Großgörschen, un llogarret al sud-oest de Lützen, a Saxònia, que ara forma part d'aquesta vila.

## Antecedents
Després del desastre de la Grande Armée a Rússia, les potències continentals que havien estat constantment humiliades per Napoleó en diverses guerres al llarg de tota una dècada, van veure finalment una oportunitat de derrotar, i es van unir a la coalició que fins llavors consistia en l'aliança entre russos, britànics, espanyols i portuguesos (aquests últims en la Guerra de la Independència Espanyola).
Bonaparte, tot i grans èxits on el seu geni va brillar amb força (com la batalla de Dresden on va derrotar a tropes que gairebé li doblaven en nombre) es va veure obligat a reorganitzar els seus exèrcits al llarg de totes les línies de defensa, estant desesperadament mancat de cavalleria., tot just havia pres Leipzig. L'emperador francès va atreure a una trampa a una força combinada de russos i prussians, per tal d'aturar l'avenç de les forces de la Sisena Coalició.

## Batalla
El comandant rus, Príncep Peter Wittgenstein, que intentava alliberar Leipzig, va atacar l'avantguarda francesa del mariscal Ney prop de Großgörschen. Després d'un dia de combats, els russos i els prussians es retiraren a Dresden, però sense cavalleria, els francesos foren incapaços de perseguir els seus enemics.

## Conseqüències
D'aquesta manera, la que podia haver estat una derrota decisiva dels aliats va quedar reduïda a una retirada tàctica i una victòria marginal de Napoleó.
Al front peninsular, després de la batalla de Vitòria, les forces aliades es van reagrupar i van ocupar Sant Sebastià i Pamplona. El desembre es va iniciar la invasió des de les bases del País Basc del Nord, i per a la seva defensa, Napoleó Bonaparte va enviar Nicolas Jean de Dieu Soult des del front alemany.